# Площа Вашингтона (парк у Філадельфії)
Площа Вашингтона (англ. Washington Square) — відкритий парк площею 2,6 га у південно-східному квадранті Центру міста Філадельфія в Сполучених Штатах Америки. Він є частиною районів міста Захід площі Вашингтона та елітного житлового району Суспільний пагорб. Тепер це частина Національного історичного парку Незалежності.

## Історія
На початку XVIII століття територію, де тепер розміщений парк, почали використовувати як цвинтар. Спочатку розділена на трикутники двома струмками, його північно-західна частина була цвинтарем для жебраків, а південно-східна частина була призначена для поховання католиків.

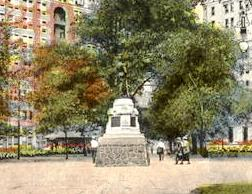
Пам'ятник Вашингтону Грейсові у парку Площа Вашингтона

У 1776 році цвинтар став місцем останнього спочинку загиблих солдат Вашингтона Грейса — героя Громадянської війни в США. Довгі траншеї для братських могил спочатку були викопані вздовж вулиць 7-ї та Горіхової (Walnut Street), а згодом розширені до південної сторони теперішнього парку. Під час британської окупації Філадельфії в 1777 році тут також ховали мерців із сусідньої в'язниці на Горіховій вулиці. Згодом також на ціинтарі було поховано багато жертв міської епідемії жовтої гарячки 1793 року. Площа служила також для ринку худоби.
З плином часу околиці навколо були забудовані та стали модними, тому в 1815 році площа була закрита як цвинтар і почалися роботи з благоустрою території. У 1825 році парк був названий «Площа Вашингтона» на честь Джорджа Вашингтона, і було запропоновано встановити йому пам'ятник. Цей пам'ятник так і не був побудований, але став першоосновою для вшанування солдатів Війни за незалежність США.

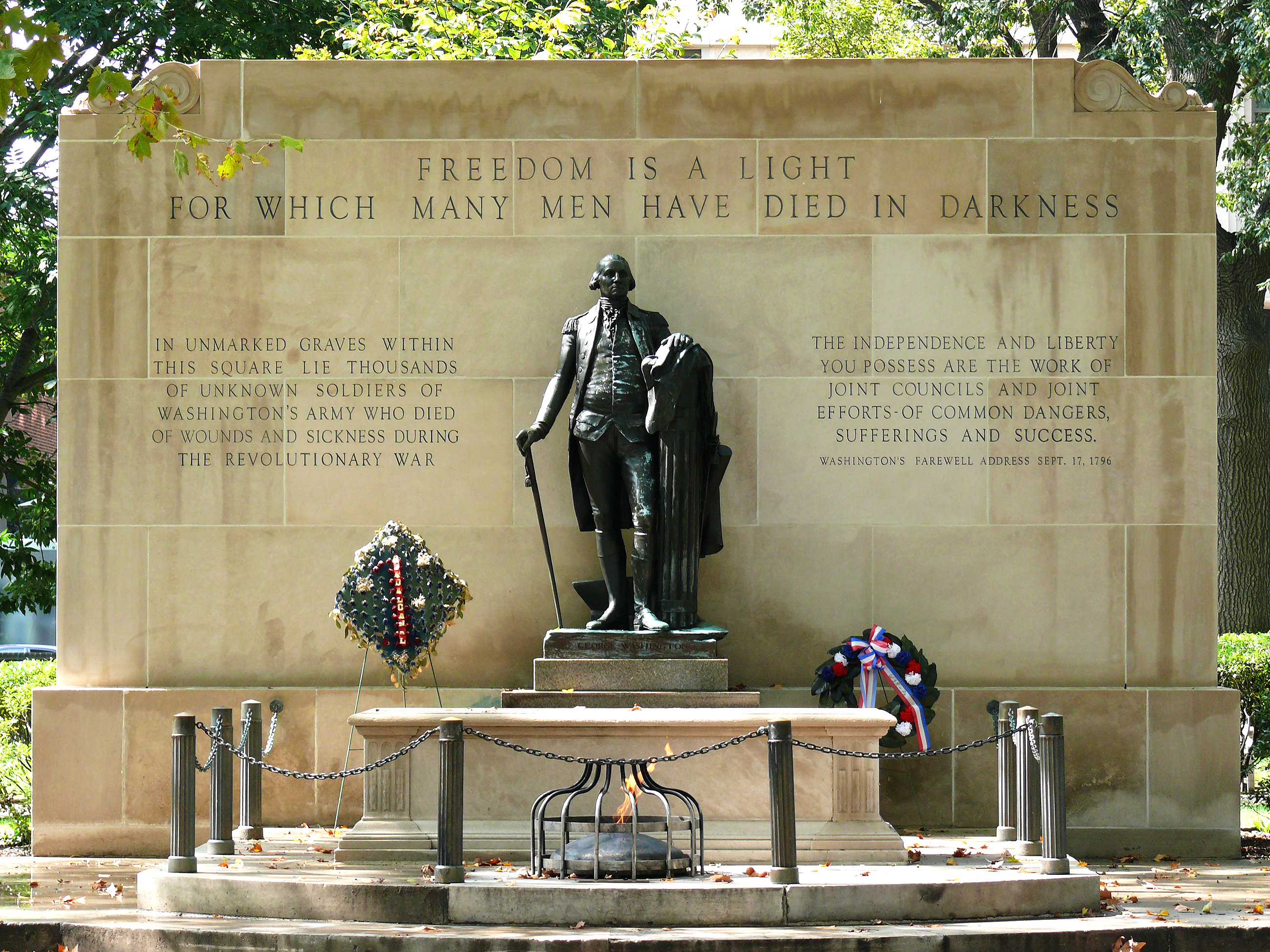
Могила невідомого воїна-революціонера

Спочатку на площі стояли пам'ятники учасникам Громадянської війни в США. Одним із таких пам'ятників став монумент Вашингтону Грейсові. У 1954 році вирішили забрати пам'ятні знаки громадянської війни та присвятити площу тільки пам'яті про Війну за незалежність США.